# قلعة سلاسل
قلعة سلاسل هي قلعة تاريخية تعود إلى عصر أخمينيون، وتقع في تستر. في الاجتماع السنوي للجنة التراث العالمي لليونسكو في 26 يونيو 2009، في إشبيلية، إسبانيا، تم تسجيل نظام شوشتر الهيدروليكي التأريخي لشويستار باعتباره العمل الإيراني العاشر على قائمة اليونسكو للتراث العالمي رقم 1350. تم التوصل إليها.